# Ле Цзяньїн
Ле Цзяньїн (кит.: 雷千瑩, нар. 17 квітня 1990) — тайванська лучниця, бронзова призерка Олімпійських ігор 2016 року.

## Виступи на Олімпіадах
| Олімпіада           | Дисципліна                | Місце |
| ------------------- | ------------------------- | ----- |
| Лондон 2012         | індивідуальна першість    | 17    |
| Лондон 2012         | командна першість         | 5     |
| Ріо-де-Жанейро 2016 | індивідуальна першість    | 17    |
| Ріо-де-Жанейро 2016 | командна першість         | 3     |
| Токіо 2020          | індивідуальна першість    | 33    |
| Токіо 2020          | командна першість         | 9     |
| Париж 2024          | індивідуальна першість    | 9     |
| Париж 2024          | командна першість         | 5     |
| Париж 2024          | змішана командна першість | 9     |

## Зовнішні посилання
- Ле Цзяньїн на сайті World Archery (англійська)
- Ле Цзяньїн на сайті Olympics.com (англійська)
- Ле Цзяньїн на сайті Olympedia (англійська)